# 2014年ベルギー・ユダヤ博物館発砲事件

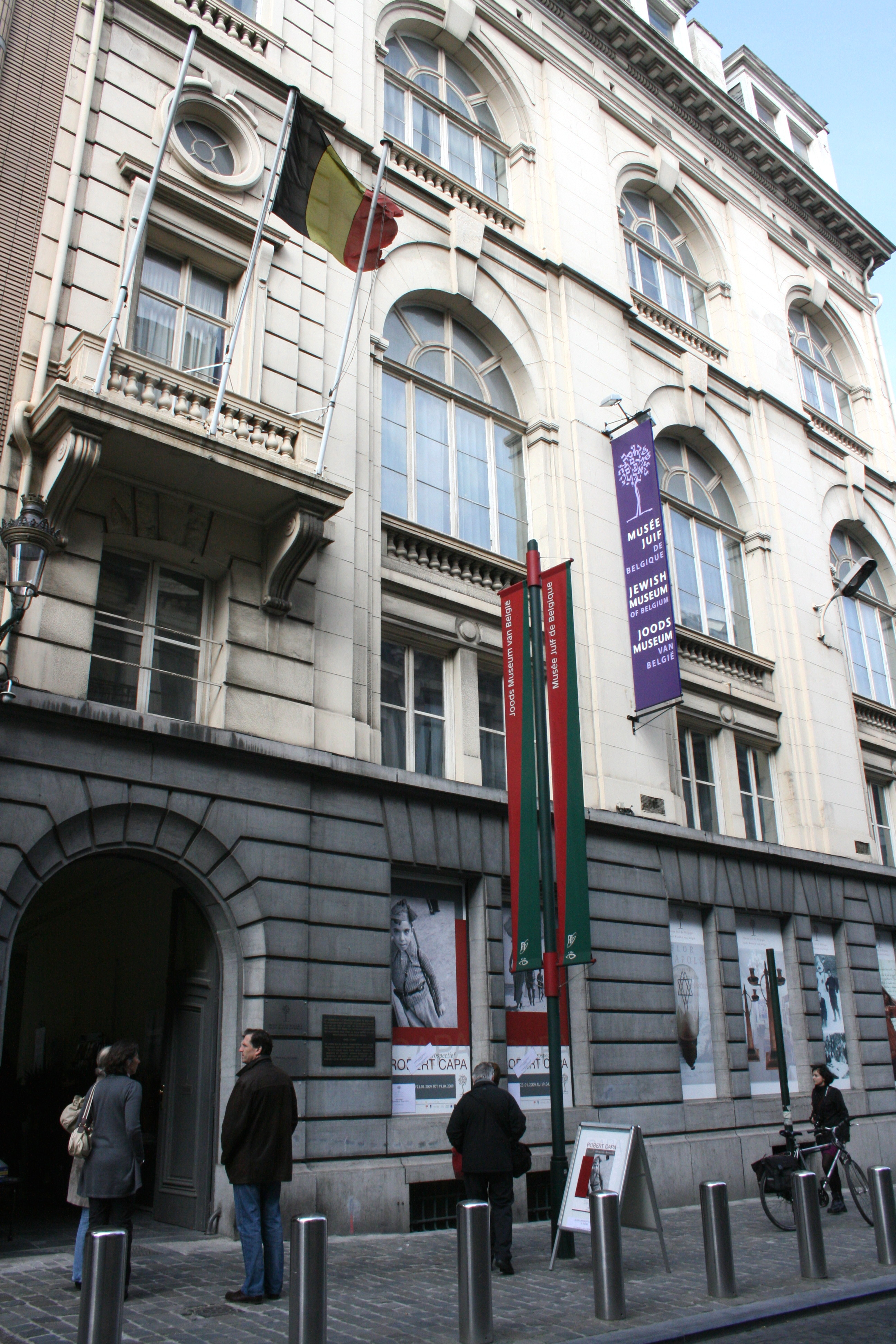
事件現場となったユダヤ博物館

ベルギーユダヤ博物館銃撃事件（ベルギーユダヤはくぶつかんじゅうげきじけん）は、2014年5月24日15時50分ごろ（中央ヨーロッパ夏時間）にベルギーのブリュッセルユダヤ博物館において、ISIL（イスラム国ないしIS）と関係する男による銃撃によって死者4名を生んだテロ事件である。
この事件によって、イスラエル人夫婦2名、フランス人1名、ベルギー人1名が亡くなった。
拘束された犯人の男は逮捕歴があり、服役中にイスラム過激思想に染まったとみられる。また、釈放後の2013年にはシリアに渡航したことが判明している
また、この事件はヨーロッパにおける初のISによるテロ事件とも言われている。